# The Power of the Angelus
The Power of the Angelus est un film muet américain réalisé par Thomas H. Ince et William H. Clifford, sorti en 1914.

## Synopsis
Un aristocrate mexicain se retrouve mêler à une histoire d'amour impossible...

## Fiche technique
- Réalisation : Thomas H. Ince, William H. Clifford
- Date de sortie : États-Unis : 22 octobre 1914

## Distribution
- Charles Ray : Juan Puyan
- Walter Edwards : Carlos Ferrara
- Enid Markey : Mercedes Gomez
- J. Barney Sherry : Don Gomez